# HD 33283 b
HD 33283 b는 항성 HD 33283 주위를 돌고 있는 외계 행성으로, 지구로부터 토끼자리 방향으로 약 283광년 떨어진 곳에 있다. 질량은 목성의 3분의 1 수준으로 토성과 거의 같다. 그러나 이 행성은 항성에 매우 가까이 붙어 공전하고 있기 때문에, 초당 86.5 킬로미터라는 맹렬한 속도로 별을 돌고 있으며 18일 만에 1회전을 마친다. b의 궤도는 다소 혼란스러우며, 가까울 때는 0.075 천문단위까지 접근했다가 멀어질 때는 0.215 천문단위까지 물러난다.

## 같이 보기
- HD 33564 b
- HD 86081 b
- HD 224693 b

## 참고 문헌
- (영어) Johnson 연구진 (2006). “The N2K Consortium. VI. Doppler Shifts without Templates and Three New Short-Period Planets”. 《The Astrophysical Journal》 647 (1): 600–611. doi:10.1086/505173.